# Apogonichthyoides gardineri
Apogonichthyoides gardineri är en fiskart som först beskrevs av Regan, 1908.  Apogonichthyoides gardineri ingår i släktet Apogonichthyoides och familjen Apogonidae. Inga underarter finns listade i Catalogue of Life.